# Norma Aleandro
Norma María Aleandro (Buenos Aires, 2 de maio de 1936) é uma atriz, roteirista e diretora de teatro e cinema argentina.
Foi protagonista de La Historia Oficial, vencedor do Óscar de melhor filme estrangeiro.E indicada ao Oscar de Melhor Atriz Coadjuvante por Gaby- uma história verdadeira em 1988.

## Filmografia
- Güemes, la tierra en armas (1971)La muerte en las calles (1952)
- Romeo y Julieta (1962) (TV)
- La casa de los Medina (1962) (TV)
- El último piso (1962)

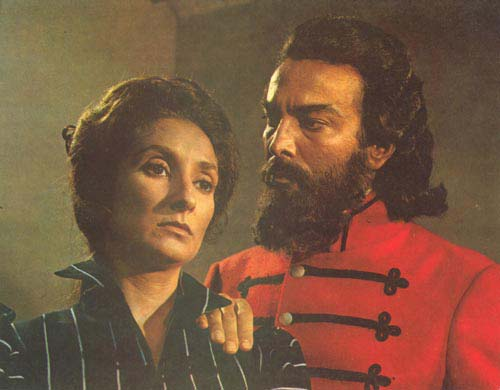
Güemes, la tierra en armas (1971)

- El amor tiene cara de mujer (1964) (TV)
- Cuatro mujeres para Adán (1966) (TV)
- Alias Buen Mozo (1966) (TV)
- Gente conmigo (1967)
- Los herederos (1969)
- La Fiaca (1969)
- Güemes, la tierra en armas (1971)
- Los siete locos (1972)
- La tregua (1974)
- La historia oficial] 1985),
- Gaby: A True Story (1987)
- Cousins (1989)
- Cien veces no debo (1990)
- Vital Signs (1990)
- Artes Especiales (1990)
- One Man's War (1991)
- Las tumbas (1991)
- Facundo, la sombra del Tigre (1995)
- Carlos Monzón, el segundo juicio (1995)
- El faro (1998)
- Corazón iluminado (1996)
- Sol de Otoño (1996)
- Una noche con Sabrina Love (2000)
- El hijo de la novia (2001)
- La fuga (2001)
- Todas las azafatas van al cielo (2002)
- Deseo (2002)
- Cleopatra (2003)
- Ay, Juancito (2004)
- 18-J (2004)
- Seres queridos (2004)
- Cama adentro (2004)

## Prêmios e indicações
Festival de Gramado (2002)
- Vencedor: melhor atriz de longa-metragens latinos por El hijo de la novia.

Festival de Cannes (1985)
- Vencedora:  Melhor Atriz, por La historia oficial.

Oscar 1988:
Indicada Melhor Atriz Coadjuvante por Gaby- uma história verdadeira